# James Whitham
James Whitham (Huddersfield, 6 settembre 1966) è un pilota motociclistico britannico ritiratosi dall'attività agonistica nel 2002.

## Carriera
Ha ottenuto risultati di maggiore rilievo al di fuori del motomondiale, dove ha esordito nel 1986 in occasione del Gran Premio motociclistico di Gran Bretagna partecipando alla classe 80 ed anche alla classe 125; in quell'anno partecipava al campionato britannico della classe 125 in sella ad una MBA con cui è giunto al 4º posto.
Nel 1991 vinse il campionato Superbike MCN TT a bordo di una Suzuki. Nel 1992 gareggiò nella classe 500 del motomondiale collezionando due punti validi per la classifica stagionale, partecipò inoltre al campionato europeo Superbike conquistando ventiquattro punti.
L'anno successivo, a bordo di una Yamaha, vinse i campionati britannici Superbike Supercup e ACU TT.
Nel 1994 corse nel campionato mondiale Superbike per la Ducati, concludendo 7º e vincendo una gara a Sentul. Nel 1995 tornò nei campionati britannici, gareggiando comunque in qualità di wildcard a Brands Hatch nel campionato mondiale Superbike, ottenendo il podio. A metà stagione scoprì però di essere affetto dal Linfoma di Hodgkin dovendo rinunciare al prosieguo della stagione.
Negli anni 1997 e 1998 ha corso nel campionato mondiale Superbike a bordo di una Suzuki. L'anno successivo è stato arruolato nel motomondiale, dove subì un infortunio al bacino a Brno. Nei tre anni successivi ha corso nel campionato mondiale Supersport racimolando 4 vittorie, 12 podi e un 4º posto finale nel 2001. Il ritiro dall'attività agonistica avvenne al termine della stagione 2002 a causa di un glaucoma.
Dal 2006 lavora come commentatore televisivo per la ITV delle gare di Superbike e come tester per la rivista motociclistica britannica T.W.O.

## Risultati in gara

### Motomondiale
| 1986 | Classe | Moto    |  |  |  |  |  |  |  |  |    |  |  |  |  |  |  |  | Punti | Pos. |
| ---- | ------ | ------- |  |  |  |  |  |  |  |  | -- |  |  |  |  |  |  |  | ----- | ---- |
| 1986 | 80     | Krauser |  |  |  |  |  |  |  |  | 17 |  |  |  |  |  |  |  | 0     |      |

| 1986 | Classe | Moto |  |  |  |  |  |  |  |  |     |  |  |  |  |  |  |  | Punti | Pos. |
| ---- | ------ | ---- |  |  |  |  |  |  |  |  | --- |  |  |  |  |  |  |  | ----- | ---- |
| 1986 | 125    | MBA  |  |  |  |  |  |  |  |  | Rit |  |  |  |  |  |  |  | 0     |      |

| 1992 | Classe | Moto          |  |  |  |  |  |  |  |  |  |   |     |  |  |  |  |  | Punti | Pos. |
| ---- | ------ | ------------- |  |  |  |  |  |  |  |  |  | - | --- |  |  |  |  |  | ----- | ---- |
| 1992 | 500    | Harris Yamaha |  |  |  |  |  |  |  |  |  | 9 | Rit |  |  |  |  |  | 2     | 23º  |

| 1995 | Classe | Moto       |  |  |  |  |  |  |  |  |    |  |  |  |  |  |  |  | Punti | Pos. |
| ---- | ------ | ---------- |  |  |  |  |  |  |  |  | -- |  |  |  |  |  |  |  | ----- | ---- |
| 1995 | 500    | ROC Yamaha |  |  |  |  |  |  |  |  | NP |  |  |  |  |  |  |  | 0     |      |

| 1999 | Classe | Moto        |  |  |     |  |    |     |     |     |     |    |  |  |  |  |  |  | Punti | Pos. |
| ---- | ------ | ----------- |  |  | --- |  | -- | --- | --- | --- | --- | -- |  |  |  |  |  |  | ----- | ---- |
| 1999 | 500    | Modenas KR3 |  |  | Rit |  | 14 | Rit | Rit | Rit | Rit | NP |  |  |  |  |  |  | 2     | 32º  |

| Legenda | 1º posto        | 2º posto            | 3º posto            | A punti      | Senza punti        | Grassetto – Pole position Corsivo – Giro più veloce |
| Legenda | Gara non valida | Non qual./Non part. | Ritirato/Non class. | Squalificato | '-' Dato non disp. | Grassetto – Pole position Corsivo – Giro più veloce |

### Campionato mondiale Superbike
| 1990 | Moto  |    |     |    |     |  |  |  |  |  |  |  |  |  |  |  |  |  |  |  |  |  |  |  |  |  |  | Punti | Pos. |
| ---- | ----- | -- | --- | -- | --- |  |  |  |  |  |  |  |  |  |  |  |  |  |  |  |  |  |  |  |  |  |  | ----- | ---- |
| 1990 | Honda | 20 | Rit | 12 | Rit |  |  |  |  |  |  |  |  |  |  |  |  |  |  |  |  |  |  |  |  |  |  | 4     | 61º  |

| 1992 | Moto   |  |  |    |    |  |  |  |  |  |  |  |  |  |  |  |  |  |  |  |  |  |  |  |  |  |  | Punti | Pos. |
| ---- | ------ |  |  | -- | -- |  |  |  |  |  |  |  |  |  |  |  |  |  |  |  |  |  |  |  |  |  |  | ----- | ---- |
| 1992 | Suzuki |  |  | 11 | 14 |  |  |  |  |  |  |  |  |  |  |  |  |  |  |  |  |  |  |  |  |  |  | 7     | 48º  |

| 1993 | Moto   |     |     |  |  |    |    |  |  |  |  |  |  |   |     |  |  |  |  |   |   |     |     |     |   |  |  | Punti | Pos. |
| ---- | ------ | --- | --- |  |  | -- | -- |  |  |  |  |  |  | - | --- |  |  |  |  | - | - | --- | --- | --- | - |  |  | ----- | ---- |
| 1993 | Yamaha | Rit | Rit |  |  | 11 | 11 |  |  |  |  |  |  | 5 | Rit |  |  |  |  | 5 | 5 | Rit | Rit | Rit | 3 |  |  | 58    | 16º  |

| 1994 | Moto   |  |  |  |  |    |     |   |   |   |     |   |   |     |    |   |   |   |   |     |     |     |     |  |  |  |  | Punti | Pos. |
| ---- | ------ |  |  |  |  | -- | --- | - | - | - | --- | - | - | --- | -- | - | - | - | - | --- | --- | --- | --- |  |  |  |  | ----- | ---- |
| 1994 | Ducati |  |  |  |  | 11 | Rit | 3 | 3 | 7 | Rit | 1 | 4 | Rit | 10 | 5 | 5 | 8 | 4 | Rit | Rit | Rit | Rit |  |  |  |  | 129   | 7º   |

| 1995 | Moto   |  |  |  |  |   |   |  |  |  |  |  |  |  |  |  |  |  |  |  |  |  |  |  |  |  |  | Punti | Pos. |
| ---- | ------ |  |  |  |  | - | - |  |  |  |  |  |  |  |  |  |  |  |  |  |  |  |  |  |  |  |  | ----- | ---- |
| 1995 | Ducati |  |  |  |  | 3 | 8 |  |  |  |  |  |  |  |  |  |  |  |  |  |  |  |  |  |  |  |  | 24    | 22º  |

| 1996 | Moto   |  |  |     |    |  |  |   |   |  |  |  |  |     |     |  |  |  |  |   |    |  |  |  |  |  |  | Punti | Pos. |
| ---- | ------ |  |  | --- | -- |  |  | - | - |  |  |  |  | --- | --- |  |  |  |  | - | -- |  |  |  |  |  |  | ----- | ---- |
| 1996 | Yamaha |  |  | Rit | 10 |  |  | 7 | 6 |  |  |  |  | Rit | Rit |  |  |  |  | 6 | 14 |  |  |  |  |  |  | 37    | 17º  |

| 1997 | Moto   |     |    |     |     |   |    |    |   |   |   |   |     |   |   |    |   |   |    |     |    |    |    |   |   |  |  | Punti | Pos. |
| ---- | ------ | --- | -- | --- | --- | - | -- | -- | - | - | - | - | --- | - | - | -- | - | - | -- | --- | -- | -- | -- | - | - |  |  | ----- | ---- |
| 1997 | Suzuki | Rit | 11 | Rit | Rit | 8 | 10 | 14 | 3 | 6 | 3 | 8 | Rit | 7 | 9 | 10 | 6 | 7 | 11 | Rit | 10 | NP | NP | 9 | 6 |  |  | 140   | 8º   |

| 1998 | Moto   |     |    |   |   |   |   |    |    |   |    |   |     |   |     |   |   |   |   |   |   |     |   |    |   |  |  | Punti | Pos. |
| ---- | ------ | --- | -- | - | - | - | - | -- | -- | - | -- | - | --- | - | --- | - | - | - | - | - | - | --- | - | -- | - |  |  | ----- | ---- |
| 1998 | Suzuki | Rit | 12 | 8 | 8 | 8 | 5 | 11 | 10 | 9 | 10 | 6 | Rit | 4 | Rit | 6 | 5 | 5 | 3 | 5 | 6 | Rit | 5 | 11 | 9 |  |  | 173   | 8º   |

| Legenda | 1º posto        | 2º posto            | 3º posto           | A punti      | Senza punti        | Grassetto – Pole position Corsivo – Giro più veloce |
| Legenda | Gara non valida | Non qual./Non part. | Ritirato/Non class | Squalificato | '-' Dato non disp. | Grassetto – Pole position Corsivo – Giro più veloce |

### Campionato mondiale Supersport
| 1999 | Moto   |  |   |  |  |  |  |  |  |  |  |  |  | Punti | Pos. |
| ---- | ------ |  | - |  |  |  |  |  |  |  |  |  |  | ----- | ---- |
| 1999 | Yamaha |  | 1 |  |  |  |  |  |  |  |  |  |  | 25    | 16º  |

| 2000 | Moto   |   |   |   |   |   |     |     |     |     |     |   |  | Punti | Pos. |
| ---- | ------ | - | - | - | - | - | --- | --- | --- | --- | --- | - |  | ----- | ---- |
| 2000 | Yamaha | 1 | 4 | 2 | 2 | 6 | Rit | Rit | Rit | Rit | Rit | 3 |  | 104   | 6º   |

| 2001 | Moto   |     |     |     |   |   |     |   |   |   |   |   |  | Punti | Pos. |
| ---- | ------ | --- | --- | --- | - | - | --- | - | - | - | - | - |  | ----- | ---- |
| 2001 | Yamaha | Rit | Rit | Rit | 1 | 4 | Rit | 7 | 3 | 5 | 3 | 3 |  | 106   | 4º   |

| 2002 | Moto   |   |     |   |     |     |   |    |   |     |  |   |    | Punti | Pos. |
| ---- | ------ | - | --- | - | --- | --- | - | -- | - | --- |  | - | -- | ----- | ---- |
| 2002 | Yamaha | 6 | Rit | 2 | Rit | Rit | 1 | SQ | 3 | Rit |  | 7 | SQ | 80    | 10º  |

| Legenda | 1º posto        | 2º posto            | 3º posto           | A punti      | Senza punti        | Grassetto – Pole position Corsivo – Giro più veloce |
| Legenda | Gara non valida | Non qual./Non part. | Ritirato/Non class | Squalificato | '-' Dato non disp. | Grassetto – Pole position Corsivo – Giro più veloce |